# Flughafen Waterford

i7
i11
i13
Der Flughafen Waterford (englisch Waterford Airport, irisch Aerfort Phort Láirge, IATA-Code: WAT, ICAO-Code: EIWF) ist ein Regionalflughafen in Irland. Er liegt 9,1 Kilometer südöstlich von Waterford. Er wurde 1981 eröffnet und bietet eine 1433 Meter lange Landebahn sowie ILS.

## Fluggesellschaften und Ziele
Nach dem Rückzug von Aer Arann von Waterford im Januar 2013 war Flybe  die einzige Fluggesellschaft, die Waterford anflog. Flybe flog nach Birmingham und Manchester.